# Orchestre Poly Rythmo de Cotonou
Orchestre Poly Rythmo de Cotonou – pochodzący z Beninu zespół, grający muzykę, będącą mieszanką afrobeatu, funku, soukousu i innych styli, często budowaną na rytmach Vodun.

## Historia
Zespół został utworzony w roku 1966 pod nazwą Orchestre Poly-Disco w benińskim mieście Kotonu. Pomiędzy końcem lat 60., a początkiem lat 80. nagrali dla różnych wytwórni krajowych około 500 piosenek w różnorodnej stylistyce. Ich pierwsza płyta została wydana w 1973 roku.
Kompilacja dawnych nagrań wydana przez wytwórnie Popular African Music w 2003 i następujące po niej Kings of Benin wydane w Soundway Records rok później oraz seria kompilacji wydanych przez Analog Africa w 2008 przyniosły zespołowi zainteresowanie globalne.
Doprowadziło to do odnowienia zespołu, międzynarodowej trasy koncertowej w 2009 roku oraz do wypuszczenia nowego albumu Cotonou Club w 2011.

## Dyskografia
W szczytowym okresie działalności Orchestre Poly-Rythmo wydała kilkadziesiąt płyt długogrających i singli. Poniższa dyskografia odnosi się jedynie do publikacji z ostatnich lat. 
| Tytuł                                                                 | Wytwórnia             | Rok       | Uwagi |
| --------------------------------------------------------------------- | --------------------- | --------- | --- |
| Nouvelle Formule…                                                     | ACP Production        | 2000/2001 | Nagrania współczesne |
| Reminiscin’ in Tempo – African Dancefloor Classis [sic]               | Popular African Music | 2003      | Kompilacja utworów w stylach Soukousa i Salsa |
| The Kings of Benin Urban Groove 1972 – 80                             | Soundway Records      | 2004      | Kompilacja utworów |
| The Vodoun Effect – Funk & Sato from Benin’s Obscure Labels 1972–1975 | Analog Africa         | 2008      | Kompilacja wydanych wcześniej w niewielkich benińskich wytwórniach, utworów w stylistyce afrobeat, funk, vodun; część utworów oparta jest na rytmach vodun – Sato i Sakpata. |
| Echos Hypnotiques – From the Vaults of Albarika Store 1969–1979       | Analog Africa         | 2009      | Kompilacja utworów afrobeatowych, funkowych i vodun, wydana oryginalnie w benińskiej wytwórni Albarika Store.                                                                |
| Cotonou Club                                                          | Strut Records         | 2011      | Nagrania współczesne - głównie afrobeat, funk, vodun. |
| Cotonou Club / Radio Poly-Rythmo                                      | Sound d’Ailleurs      | 2011      | Limitowana edycja Cotonou Club z dodatkową płytą Radio Poly-Rythmo, zawierającą nagrania na żywo, materiały radiowe oraz wideo.                                              |
| The 1st Album                                                         | Analog Africa         | 2011      | Reedycja debiutanckiego albumu z 1973 roku |
| The Skeletal Essences of Afro Funk                                    | Analog Africa         | 2013      | Kompilacja nagrań z lat 1969–1980 |
| Madjafalao                                                            | Because Music         | 2016      | Nagrania współczesne |